# Kim Carnes
Pour les articles homonymes, voir Carnes.
Kim Carnes, née le 20 juillet 1945 à Pasadena (Californie) aux États-Unis, est une chanteuse américaine . Cette artiste à la voix rauque est notamment connue pour son tube planétaire Bette Davis Eyes (1981) en hommage à l'actrice Bette Davis.

## Biographie
Kim Carnes est née à Los Angeles en 1945 de parents qui n'étaient pas musiciens. Elle écrit et enregistre sa première chanson à l'âge de 3 ans et prend conscience très tôt que la musique est sa vocation.
Elle commence à chanter localement en Floride dans les années 60 et tente en vain d'attirer l'attention des maisons de disques. C'est en 1966 qu'elle rejoint le groupe de musique folk The New Christy Minstrels et rencontre son futur mari Dave Ellingson et le chanteur Kenny Rodgers.
En 1971, Carnes signe son premier contrat d'édition avec le producteur Jimmy Bowen et sort son premier album, Rest on Me. En 1975, elle sort son album éponyme chez A&M Records, Kim Carnes qui inclus le titre "You're a Part of Me" qui atteint la 32e position du classement Adult Contemporary de Billboard. 
En 1976 sort l'album Sailin' son deuxième album pour le label A&M Records
En 1978, Kim Carnes est la première artiste signée sous le label EMI. Cette même année, elle réenregistre son premier succès "You're a Part of Me" en duo avec Gene Cotton (extrait de son album Save the Dancer) et entre pour la première fois dans le classement Hot 100 de Billboard en atteignant la 36e position.
Avec son mari, elle compose au cours des années 1980 des chansons pour Barbra Streisand, Frank Sinatra et Kenny Rogers.
Elle sort de nombreux hits pop et notamment les albums Mistaken Identity en 1981 comprenant son plus grand succès, Bette Davis Eyes. Cette chanson a été écrite en 1974 par Donna Weiss et Jackie DeShannon et publiée initialement sur un disque de cette dernière, New Arrangement (en). Bill Cuomo remania l'arrangement instrumental avec des synthétiseurs pour la version de Carnes. Bette Davis elle-même fit savoir qu'elle était fan de cette chanson et remercia Kim ainsi que ceux qui l'avaient écrite. Le titre restera pendant 9 semaines à la première place du Hot 100 du Billboard.
Elle sort les album Voyeur (en) (1982) et Barking at Airplanes (1985). Elle prend part la même année à la chanson We Are the World avec le collectif USA for Africa, ainsi qu'à la B.O. du film Flashdance en 1983 avec le titre "I'll Be Here Where the Heart Is". En 1988, elle se tourne vers la country avec l'album View from the House. Dix ans plus tard, Kim Carnes revient avec Chasing Wild Train.
Carnes a également repris en 1985 le single Into the Lens du groupe Yes.
Après l'album "Mistaken Identity" ( Bette Davis Eyes ) de 1981, des albums aux sonorités plus affirmées new wave synth pop suivront, l'excellent " Voyeur " de 1982, "Café Racers" de 1983 et le sublime "Barking At Airplanes" 1985 qui viendra clore cette prolifique période.   
C'est L'album "Light House " de 1986 marquera l'abandon progressif de l'utilisation intense du synthétiseur  pour revenir a des compostions  plus orientés  Pop-Rock  par la suite elle revient à une carrière beaucoup plus confidentielle, essentiellement tournée vers la musique country. 
En 2004, Kim Carnes autoproduit et sort son premier album en plus de 10 ans, Chasin' Wild Trains.

## Filmographie
- 1967 : C'mon, Let's Live a Little de David Butler : Melinda

## Discographie
- 1971 : Rest on Me
- 1975 : Kim Carnes
- 1976 : Sailin'
- 1979 : St. Vincent's Court
- 1980 : Romance Dance
- 1981 : Mistaken Identity
- 1982 : Voyeur (en)
- 1983 : Café Racers
- 1985 : Barking at Airplanes
- 1986 : Lighthouse
- 1988 : View from the House
- 1991 : Checkin' out the Ghosts
- 1993 : Gypsy Honeymoon: The Best of Kim Carnes
- 2004 : Chasin' Wild Trains

## Récompenses

### Grammy Awards
Les Grammy Awards sont décernés chaque année par The Recording Academy of the United States pour récompenser les artistes ayant eu un impact ou des succès majeurs dans l'industrie musicale au cours de l'année écoulée.
Entre 1981 et 1984, Kim Carnes a été nommée à huit reprises et a remporté deux Grammy Awards.
| Année | Titre ou Album                                                 | Catégorie                                                            | Résultat   | Référence |
| ----- | -------------------------------------------------------------- | -------------------------------------------------------------------- | ---------- | --------- |
| 1981  | "Don't Fall in Love with a Dreamer" (en duo avec Kenny Rogers) | Meilleure performance vocale pop pour un duo, un groupe ou un chœur. | Nomination | [ 19 ]    |
| 1982  | Mistaken Identity                                              | Album de l'année                                                     | Nomination | [ 19 ]    |
| 1982  | "Bette Davis Eyes"                                             | Enregistrement de l'année                                            | Lauréat    | [ 19 ]    |
| 1982  | "Bette Davis Eyes"                                             | Meilleure performance vocale pour une artiste pop féminine           | Nomination | [ 19 ]    |
| 1983  | Voyeur                                                         | Meilleure performance vocale pour une artiste rock féminine          | Nomination | [ 19 ]    |
| 1984  | Flashdance: Bande Originale du film                            | Album de l'année                                                     | Nomination | [ 19 ]    |
| 1984  | Flashdance: Bande Originale du film                            | Meilleure bande originale de film                                    | Lauréat    | [ 19 ]    |
| 1984  | "Invisible Hands"                                              | Meilleure performance vocale pour une artiste rock féminine          | Nomination | [ 19 ]    |

- "Bette Davis Eyes" a également remporté le Grammy Award de la Chanson de l'Année. Le prix a été décerné à ses auteurs Donna Weiss et Jackie DeShannon[20].
- Pour le titre "What About Me?",  David Foster a été nommé pour le Grammy Award du Meilleur Arrangement Vocal pour Deux ou Trois Voix en 1984[21].
- Kim Carnes a fait partie des nombreux artistes ayant participé au single caritatif "We Are the World", qui a remporté quatre Grammy Awards en 1986, dont Enregistrement de l'Année et Chanson de l'Année[22].

### Autres récompenses
| Année | Cérémonie                          | Titre                                                                                   | Résultat   | Référence |
| ----- | ---------------------------------- | --------------------------------------------------------------------------------------- | ---------- | --------- |
| 1981  | Academy of Country Music Awards    | "Don't Fall in Love with a Dreamer" (en duo avec Kenny Rogers)                          | Nomination | [ 23 ]    |
| 1981  | Academy of Country Music Awards    | Meilleure Nouvelle Chanteuse                                                            | Nomination | [ 23 ]    |
| 1981  | American Music Awards              | Single Country Préféré ("Don't Fall in Love with a Dreamer" (en duo avec Kenny Rogers") | Nomination | [ 24 ]    |
| 1982  | American Music Awards              | Single Pop/Rock Préféré                                                                 | Nomination | [ 25 ]    |
| 1982  | Prix Juno                          | "Bette Davis Eyes"                                                                      | Lauréat    | [ 26 ]    |
| 1994  | TNN Music City News Country Awards | "The Heart won't Lie"                                                                   | Nomination | [ 27 ]    |

### Artistes proches
- Kim Wilde
- Kate Bush